# Lázaro Bruzón Batista
Lázaro Bruzón Batista (ur. 2 maja 1982 w Holguín) – kubański szachista, od lipca 2021 reprezentujący USA, arcymistrz od 2000 roku.

## Kariera szachowa
Jest wielokrotnym mistrzem Kuby juniorów. Czterokrotnie (w latach 2004, 2005, 2007 i 2009) zdobywał tytuły indywidualnego mistrza kraju. Oprócz tego wywalczył dwa srebrne medale mistrzostw swojego kraju (w latach 2002 i 2006). Światowe sukcesy zaczął osiągać w 2000 roku. Zwyciężył wówczas w rozegranych w Erywaniu mistrzostwach świata juniorów do 20 lat. Kolejny sukces odniósł w 2001 r., zwyciężając w turnieju młodych mistrzów w Lozannie (przed m.in. Étienne Bacrotem, Lewonem Aronianem i Rusłanem Ponomariowem). Rok później wygrał tradycyjny memoriał José Raúla Capablanki w Hawanie oraz silny turniej w Esbjergu (turniej The North Sea Cup, wraz ze swoim rodakiem, Leinierem Domínguezem). W 2004 r. zwyciężył w turnieju Corus– B w Wijk aan Zee. W 2005 r. zdobył w Buenos Aires tytuł mistrza Ameryki. Wystąpił również w Pucharze Świata w Chanty-Mansyjsku, ale odpadł w III rundzie po porażce z Jewgienijem Bariejewem. W 2005 r. zwyciężył w Meridzie w memoriale Carlosa Torre Repetto (pokonując w finale Michała Krasenkowa), zaś rok później zajął w tym turnieju II miejsce (po porażce w finale z Wasilijem Iwanczukiem). W 2006 r. zwyciężył również w rozegranych w Huelvie I Mistrzostwach Federacji Iberoamerykańskiej FIBDA (składającej się z państw Ameryki Łacińskiej i Półwyspu Iberyjskiego). W 2010 r. podzielił I m. (wspólnie z m.in. Jewgienijem Glejzerowem i Kamilem Mitoniem) w San Cristóbal. W 2011 r. zdobył w Tolucy drugi w karierze tytuł mistrza Ameryki, zwyciężył również w turnieju otwartym w Bogocie (wspólnie z Siergiejem Tiwiakowem i Bartłomiejem Macieją). W 2014 r. zwyciężył w turnieju Copa Latinoamericana w Guayaquil.
Dwukrotnie wystąpił w mistrzostwach świata FIDE rozgrywanych systemem pucharowym, ale bez powodzenia (w roku 2001 odpadł w II, a w 2004 - w I rundzie). Był również pięciokrotnym uczestnikiem turniejów o Puchar Świata (w latach 2005, 2007, 2009, 2011, 2013).
Wielokrotnie reprezentował Kubę w turniejach drużynowych, m.in.:
- ośmiokrotnie na olimpiadach szachowych (w latach 2000, 2002, 2004, 2006, 2008, 2010, 2012, 2014)[9],
- na drużynowych mistrzostwach świata (w roku 2005)[10],
- czterokrotnie na drużynowych mistrzostwach panamerykańskich (w latach 2000, 2003, 2009, 2013); ośmiokrotny medalista: wspólnie z drużyną – dwukrotnie złoty (2000, 2003) i dwukrotnie srebrny (2009, 2013) oraz indywidualnie – trzykrotnie złoty (2000 – na IV szachownicy, 2003 – na II szachownicy, 2013 – na II szachownicy) i brązowy (2009 – na II szachownicy)[11].

Jest drugim w historii Kubańczykiem (po Leinierze Domínguezie Pérezie), który przekroczył poziom 2700 punktów rankingowych. Najwyższy ranking w dotychczasowej karierze osiągnął 1 października 2012 r., z wynikiem 2717 punktów zajmował wówczas 31. miejsce na światowej liście FIDE, jednocześnie zajmując 2. miejsce (za Leinierem Domínguezem Pérezem) wśród kubańskich szachistów.